# ニルス・フィッシャー (1995年生のサッカー選手)
ニルス・フィッシャー（Nils Fischer、1995年8月7日 - ）は、ドイツ・ヘッセン州ヴィースバーデン出身のサッカー選手。レギオナルリーガ・ズュートヴェスト・SGバロックシュタット・フルダ＝レーネルツ所属。ポジションはFW（CF）・MF（SMF）。

## クラブ経歴
1995年8月7日、ドイツのヘッセン州ヴィースバーデン生まれ。
2013年、TSVショット・マインツU-19に入団。
2014年7月1日、TSVショット・マインツIIに入団。
2014年11月30日、オーバーリーガ・ラインラント＝プファルツ/ザール第19節に1.FCザールブリュッケンII戦でデビュー。
2015年7月1日、オーバーリーガ・ラインラント＝プファルツ/ザール・TSVショット・マインツにトップチームを昇格。
2017年7月1日、VfBギンスハイムに移籍。
2020年1月1日、オーバーリーガのヘッセンリーガ・FCバイエルン・アルツェナウに移籍。
2021年7月1日、オーバーリーガ・ラインラント＝プファルツ/ザール・FCロート＝ヴァイス・コブレンツに移籍。
2022年7月20日、オーバーリーガ・ラインラント＝プファルツ/ザール・VfRヴォルマティア・ヴォルムスに移籍。
2023年8月15日、オーバーリーガ・ラインラント＝プファルツ/ザール再びTSVショット・マインツに復帰。
2024年7月1日、レギオナルリーガ・ズュートヴェスト・SGバロックシュタット・フルダ＝レーネルツに移籍。

## 所属クラブ
- 2013-2014年： TSVショット・マインツU-19
- 2014-2015年： TSVショット・マインツII
- 2015-2017年： TSVショット・マインツ
- 2017-2020年： VfBギンスハイム（ドイツ語版）
- 2020-2021年： FCバイエルン・アルツェナウ
- 2021-2022年： FCロート＝ヴァイス・コブレンツ（英語版）
- 2022-2023年： VfRヴォルマティア・ヴォルムス
- 2023-2024年： TSVショット・マインツ
- 2024- : SGバロックシュタット・フルダ＝レーネルツ